# Saison 2008-2009 de l'AS Cannes volley-ball
La saison 2008-2009 de l'AS Cannes volley-ball.

## Palmarès et parcours

### Parcours
- Coupe de la CEV
  - Fin de parcours : 16e de finale
- Challenge Cup
  - Fin de parcours : 16e de finale
- Championnat de France
  - Fin de parcours : quart-de-finaliste contre Tours, éliminé en deux manches (défaite 1-3 à l'aller à Cannes et défaite 3-1 au retour à Tours)
- Coupe de France
  - Fin de parcours : quart-de-finaliste contre Toulouse, défaite 0-3 (à Cannes)

### Pro A
| Date             | J.  | Adversaire           | Lieu | Score                               | Public |
| ---------------- | --- | -------------------- | ---- | ----------------------------------- | ------ |
| 5 octobre 2008   | J1  | Tourcoing LM         | Ext. | 3-2 (25-17 19-25 25-17 18-25 15-11) | 2200   |
| 12 octobre 2008  | J2  | Beauvais OUC         | Dom. | 3-0 (25-21 25-15 25-22)             | 1050   |
| 18 octobre 2008  | J3  | FL Saint-Quentin     | Ext. | 3-1 (19-25 25-18 25-23 25-18)       | 900    |
| 25 octobre 2008  | J4  | Tours Volley-Ball    | Ext. | 3-2 (17-25 25-18 16-25 25-21 15-12) | 2700   |
| 1 novembre 2008  | J5  | Club Alès CVB        | Dom. | 3-1 (22-25 25-13 25-21 25-20)       | 2700   |
| 8 novembre 2008  | J6  | Montpellier UC       | Ext. | 3-1 (23-25 25-16 22-25 21-25)       | 500    |
| 16 novembre 2008 | J7  | Rennes Volley 35     | Dom. | 3-2 (25-18 25-23 23-25 20-25 15-12) | 700    |
| 20 novembre 2008 | J8  | Spacer's de Toulouse | Ext. | 3-1 (23-25 18-25 25-22 22-25)       | 2800   |
| 30 novembre 2008 | J9  | Saint-Brieuc CAVB    | Dom. | 3-1 (25-23 23-25 25-18 25-23 )      | 847    |
| 6 décembre 2008  | J10 | Paris Volley         | Ext. | 3-1 (25-23 25-15 25-27 25-21)       | 1000   |
| 13 décembre 2008 | J11 | Stade Poitevin       | Dom. | 3-1 (17-25 25-22 26-28 15-25)       | 759    |
| 20 décembre 2008 | J12 | Narbonne Volley      | Ext. | 3-1 (25-23 25-21 18-25 25-20)       | 650    |
| 6 janvier 2009   | J13 | Arago de Sète        | Dom. | 3-1 (30-28 18-25 25-23 25-23)       | 1000   |
| 11 janvier 2009  | J14 | Tourcoing LM         | Dom. | 3-2 (29-27 23-25 25-19 19-25 12-15) | 1000   |
| 4 février 2009   | J15 | Beauvais OUC         | Ext. | 3-2 (25-18 25-19 23-25 23-25 15-13) | 800    |
| 25 janvier 2009  | J16 | FL Saint-Quentin     | Dom. | 3-0 (25-20 25-18 25-20 )            | 800    |
| 30 janvier 2009  | J17 | Tours Volley-Ball    | Dom. | 3-2 (17-25 25-22 25-18 20-25 15-12) | 1200   |
| 7 février 2009   | J18 | Club Alès CVB        | Ext. | 3-0 (25-19 25-23 25-22)             | 1000   |
| 14 février 2009  | J19 | Montpellier UC       | Dom. | 3-0 (25-20 25-15 25-23)             | 900    |
| 28 février 2009  | J20 | Rennes Volley 35     | Ext. | 3-0 (33-31 25-17 25-23)             | 1900   |
| 7 mars 2009      | J21 | Spacer's de Toulouse | Dom. | 3-2 (23-25 25-23 25-20 23-25 16-14) | 550    |
| 21 mars 2009     | J22 | Saint-Brieuc CAVB    | Ext. | 3-2 (25-23 25-18 19-25 24-26 11-15) | 450    |
| 29 mars 2009     | J23 | Paris Volley         | Dom. | 3-2 (25-19 16-25 18-25 25-22 15-13) | 1500   |
| 4 avril 2009     | J24 | Stade Poitevin       | Ext. | 3-2 (25-16 25-23 21-25 21-25 15-12) | 2533   |
| 11 avril 2009    | J25 | Narbonne Volley      | Dom. | 3-0 (25-23 25-11 25-19)             | 650    |
| 14 avril 2009    | J26 | Arago de Sète        | Ext. | 3-1 (15-25 25-20 42-40 25-20)       | 850    |

### Play-off
| Date          | Tour          | Adversaire        | Lieu | Score                         | Public |
| ------------- | ------------- | ----------------- | ---- | ----------------------------- | ------ |
| 22 avril 2009 | 1/4 de finale | Tours Volley-Ball | Dom. | 3-1 (18-25 26-24 25-15 25-15) | 250    |
| 25 avril 2009 | 1/4 de finale | Tours Volley-Ball | Ext. | 3-1 (25-14 28-30 25-17 25-12) | 1600   |

### Coupe de France
| Date            | Adversaire    | Tour                            | Lieu | Score                   | Public |
| --------------- | ------------- | ------------------------------- | ---- | ----------------------- | ------ |
| 20 février 2009 | 8e de finale  | Saint-Jean d'Illiac Volley-Ball | Dom. | 3-0 (25-19 25-17 25-21) | 800    |
| 21 février 2009 | 1/4 de finale | Tours Volley-Ball               | Dom. | 3-0 (25-18 35-33 25-22) | 1200   |

### Coupe de la CEV
| Date             | J.            | Adversaire               | Lieu | Score                                   | Public |
| ---------------- | ------------- | ------------------------ | ---- | --------------------------------------- | ------ |
| 6 novembre 2008  | 16e de Finale | Bre Banca Lannutti Cuneo | Ext. | 3-2 (25-20 15-25 25-17 21-25 15-11)     | 2365   |
| 12 novembre 2008 | 16e de Finale | Bre Banca Lannutti Cuneo | Dom. | 4-2 (25-23 25-16 25-22 17-25 15-6 15-6) | 1900   |

### Challenge Cup
| Date             | J.            | Adversaire | Lieu | Score                         | Public |
| ---------------- | ------------- | ---------- | ---- | ----------------------------- | ------ |
| 11 décembre 2008 | 16e de Finale | EA Patras  | Dom. | 3-0 (25-22 25-20 25-21)       | 500    |
| 18 décembre 2008 | 16e de Finale | EA Patras  | Ext. | 3-1 (18-25 25-27 25-23 25-23) | 400    |

## Effectifs de la saison
Entraîneur :  Laurent Tillie ; entraîneur-adjoint :  Christophe Meneau
1. ↑  Leozão a quitté le club le 13 janvier 2008 pour des raisons personnelles.
2. ↑  Apóstolos Armenákis a intégré l'effectif le 21 janvier 2008 en remplacement de Leozão.

### Transfers Été
| Nom                    | Nationalité | Transfert | Provenance/Destination | Division                |
| Arrivées               |             |           |                        |                         |
| Samuel Tuia            | France      | Transfert | Rennes Volley 35       | Pro A                   |
| Leozão                 | Brésil      | Transfert | Unisul São José        | Superliga               |
| Gary Gendrey           | France      | Transfert | Spacer's de Toulouse   | Pro A                   |
| Ludovic Castard        | France      | Transfert | Paris Volley           | Pro A                   |
| Romain Vadeleux        | France      | Transfert | Paris Volley           | Pro A                   |
| Rusmir Halilović       | France      | Transfert | Nice Volley-Ball       | Pro B                   |
| Pierre Pujol           | France      | Pret      | Sisley Trévise         | Série A                 |
| Loïc Geiler            | France      | Transfert | Montpellier UC         | Pro A                   |
| Armin Mustedanović     | France      | Transfert | Nice Volley-Ball       | Pro B                   |
| David-Patrick Feughouo | Cameroun    | Transfert | FAP Yaoundé            | Championnat du Cameroun |
|                        |             |           |                        |                         |
| Départs                |             |           |                        |                         |
| Yannick Bazin          | France      | Transfert | Paris Volley           | Pro A                   |
| Vladislavs Hotulevs    | Lettonie    | Transfert | Unicaja Almería        | Championnat d'Espagne   |
| Angel Perez            | Porto Rico  | Transfert | Autocommerce Bled      | Championnat de Slovénie |
| Jérôme Corda           | France      | Transfert | Club Alès CVB          | Pro A                   |
| Gundars Celitans       | Lettonie    | Transfert | Lokomotiv Belgorod     | Championnat de Russie   |
| Jeroen Trommel         | Pays-Bas    | Transfert | Belediyesi Istanbul    | Championnat de Turquie  |
| Philip Schneider       | Autriche    | Transfert | Aon hotVolleys Vienne  | Championnat d'Autriche  |
| Olli Kunnari           | Finlande    | Transfert | AZS UWM Olsztyn        | PLUSLiga                |
| Evgueni Tsvetkov       | France      | Transfert | Rennes Volley 35       | Pro A                   |
| Jonathan Rabaud        | France      | Transfert | Cambrai Volley-Ball    | Pro B                   |
|                        |             |           |                        |                         |

### Transfers Hiver
| Nom                 | Nationalité | Transfert         | Provenance/Destination | Division      |
| Arrivées            |             |                   |                        |               |
| Apóstolos Armenákis | Grèce       | Transfert         | PAOK Salonique         | Panhellénique |
|                     |             |                   |                        |               |
| Départs             |             |                   |                        |               |
| Leozão              | Brésil      | Départ volontaire |                        |               |
|                     |             |                   |                        |               |